# Coupe du monde de dressage 2015-2016
Navigation
Édition précédente Édition suivante
La coupe du monde de dressage 2015-2016 est la 31e édition de la coupe du monde de dressage organisée par la FEI.

## Ligues
| Ligue             | Nombre d'épreuves | Vainqueur                       |
| ----------------- | ----------------- | ------------------------------- |
| Europe de l'Ouest | 8                 | Isabell Werth sur Weihegold Old |
| Europe Centrale   | 10                | Inessa Merkulova sur Mister X   |
| Nord-Américaine   | 7                 | Peters Steffen sur Legolas      |
| Asie - Pacifique  | 6                 | Mary Hanna sur Umbro            |

### Ligue d'Europe de l'Ouest
| Ville       | Pays        | Début            | Fin              | Vainqueur                               |
| ----------- | ----------- | ---------------- | ---------------- | --------------------------------------- |
| Odense      | Danemark    | 15 octobre 2015  | 18 octobre 2015  | Edward Gal sur Glock's Voice            |
| Lyon        | France      | 28 octobre 2015  | 1 novembre 2015  | Beatriz Ferrer Salat sur Delgado        |
| Stuttgart   | Allemagne   | 18 novembre 2015 | 22 novembre 2015 | Beatriz Ferrer Salat sur Delgado        |
| Stockholm   | Suède       | 27 novembre 2015 | 29 novembre 2015 | Hans Peter Minderhoud sur Glock's Flirt |
| Londres     | Royaume-Uni | 3 décembre 2015  | 6 décembre 2015  | Carl Hester sur Nip Tuck                |
| Amsterdam   | Pays-Bas    | 28 janvier 2016  | 31 janvier 2016  | Isabell Werth sur Weihegold Old         |
| Neumünster  | Allemagne   | 18 février 2016  | 21 février 2016  | Isabell Werth sur Weihegold Old         |
| Bois-le-Duc | Pays-Bas    | 10 mars 2016     | 13 mars 2016     | Hans Peter Minderhoud sur Glock's Flirt |

### Ligue d'Europe centrale
| Ville                | Pays        | Début             | Fin               | Vainqueur                                  |
| -------------------- | ----------- | ----------------- | ----------------- | ------------------------------------------ |
| Radzionków           | Pologne     | 30 avril 2015     | 3 mai 2015        | Ellen Schulten-Baumer sur Grosso's Gentle  |
| Lipica               | Slovénie    | 22 mai 2015       | 24 mai 2015       | Marcela Krinke Susmelj sur Smeyers Molberg |
| Nijni Novgorod       | Russie      | 9 juin 2015       | 13 juin 2015      | Inessa Merkulova sur Mister X              |
| Brno                 | Tchéquie    | 19 juin 2015      | 21 juin 2015      | Alexandre Ayache sur Lights Of Londonderry |
| Moscou (Otrada)      | Russie      | 3 septembre 2015  | 6 septembre 2015  | Inessa Merkulova sur Mister X              |
| Moscou (New Century) | Russie      | 17 septembre 2015 | 20 septembre 2015 | Inessa Merkulova sur Mister X              |
| Tallinn              | Estonie     | 2 octobre 2015    | 4 octobre 2015    | Inna Logutenkova sur Don Gregorius         |
| Minsk                | Biélorussie | 7 octobre 2015    | 11 octobre 2015   | Inessa Merkulova sur Mister X              |
| Siauliai             | Lituanie    | 9 octobre 2015    | 11 octobre 2015   | Inessa Merkulova sur Mister X              |
| Kaposvár             | Hongrie     | 16 octobre 2015   | 18 octobre 2015   | Patrik Kittel sur Delaunay                 |

### Ligue nord-américaine
| Ville         | Pays       | Début             | Fin               | Vainqueur                     |
| ------------- | ---------- | ----------------- | ----------------- | ----------------------------- |
| Del Mar       | États-Unis | 23 avril 2015     | 26 avril 2015     | Jan Ebeling sur FRH Rassolini |
| Cedar Valley  | Canada     | 21 mai 2015       | 24 mai 2015       | Jacqueline Brooks sur D Nirp  |
| Cedar Valley  | Canada     | 19 juin 2015      | 22 juin 2015      |                               |
| Saugerties    | États-Unis | 14 août 2014      | 16 août 2015      |                               |
| Thousand Oaks | États-Unis | 11 septembre 2015 | 14 septembre 2015 |                               |
| Saugerties    | États-Unis | 17 septembre 2015 | 20 septembre 2015 |                               |
| Devon         | États-Unis | 29 septembre 2015 | 4 octobre 2015    |                               |

### Ligue Asie - Pacifique
| Ville    | Pays      | Début             | Fin               | Vainqueur |
| -------- | --------- | ----------------- | ----------------- | --------- |
| Werribee | Australie | 26 mars 2015      | 28 mars 2015      |           |
| Werribee | Australie | 5 juin 2015       | 7 juin 2015       |           |
| Brisbane | Australie | 16 juillet 2015   | 19 juillet 2015   |           |
| Boneo    | Australie | 25 septembre 2015 | 27 septembre 2015 |           |
| Sydney   | Australie | 13 novembre 2015  | 15 novembre 2015  |           |
| Werribee | Australie | 10 décembre 2015  | 13 décembre 2015  |           |

## Finale
| Ville    | Pays  | Début        | Fin          | Vainqueur                               |
| -------- | ----- | ------------ | ------------ | --------------------------------------- |
| Göteborg | Suède | 23 mars 2016 | 26 mars 2016 | Hans Peter Minderhoud sur Glock's Flirt |